# Agrypnia vestita
Agrypnia vestita är en nattsländeart som först beskrevs av Walker 1852.  Agrypnia vestita ingår i släktet Agrypnia och familjen broknattsländor. Inga underarter finns listade i Catalogue of Life.